# プレイデッド
『プレイデッド』（原題：The Young Americans）は、1993年制作のイギリスのクライム映画。ダニー・キャノンの監督デビュー作品。
主題歌はビョークの「プレイ・デッド」（「デビュー」収録）。

## あらすじ
ニューヨーク市警察麻薬捜査課の刑事ジョン・ハリスはロンドンにやって来た。ロンドンで続発する麻薬犯罪に対応するためのアドバイザーとしてロンドン警視庁に招かれたのだ。だが、彼にはもう1つ隠れた任務があった。それは、ヨーロッパに潜伏していると思われる麻薬王フレイザーを逮捕することだった。
その同じ頃、ロンドンでは“ヤング・アメリカンズ”と称する謎のストリート・キッズによる殺人事件が続発していた。ハリスはその捜査に合流、全容を解明すべく、ディスコのバーテンとして働く若者クリスに協力を求める。組織に潜入したクリスは見る間に幹部の信用を得て行く。そして、彼らの背後にフレイザーがいることが明らかになる。

## キャスト
- ジョン・ハリス：ハーヴェイ・カイテル（吹替：堀勝之祐）
- カール・フレイザー：ヴィゴ・モーテンセン（吹替：中田和宏）
- エドワード・フォスター：イアン・グレン（吹替：中村秀利）
- ジャック・ドイル：キース・アレン（吹替：水野龍司）
- クリス・オニール：クレイグ・ケリー（吹替：三木眞一郎）
- レイチェル・スティーヴンス：タンディ・ニュートン（吹替：小林優子）
- ドネリー：ジョン・ウッド
- キャロー：テレンス・リグビー